# Ізраїльський Національний ботанічний сад
31°47′37″ пн. ш. 35°14′39″ сх. д. / 31.793611111111° пн. ш. 35.244166666667° сх. д.

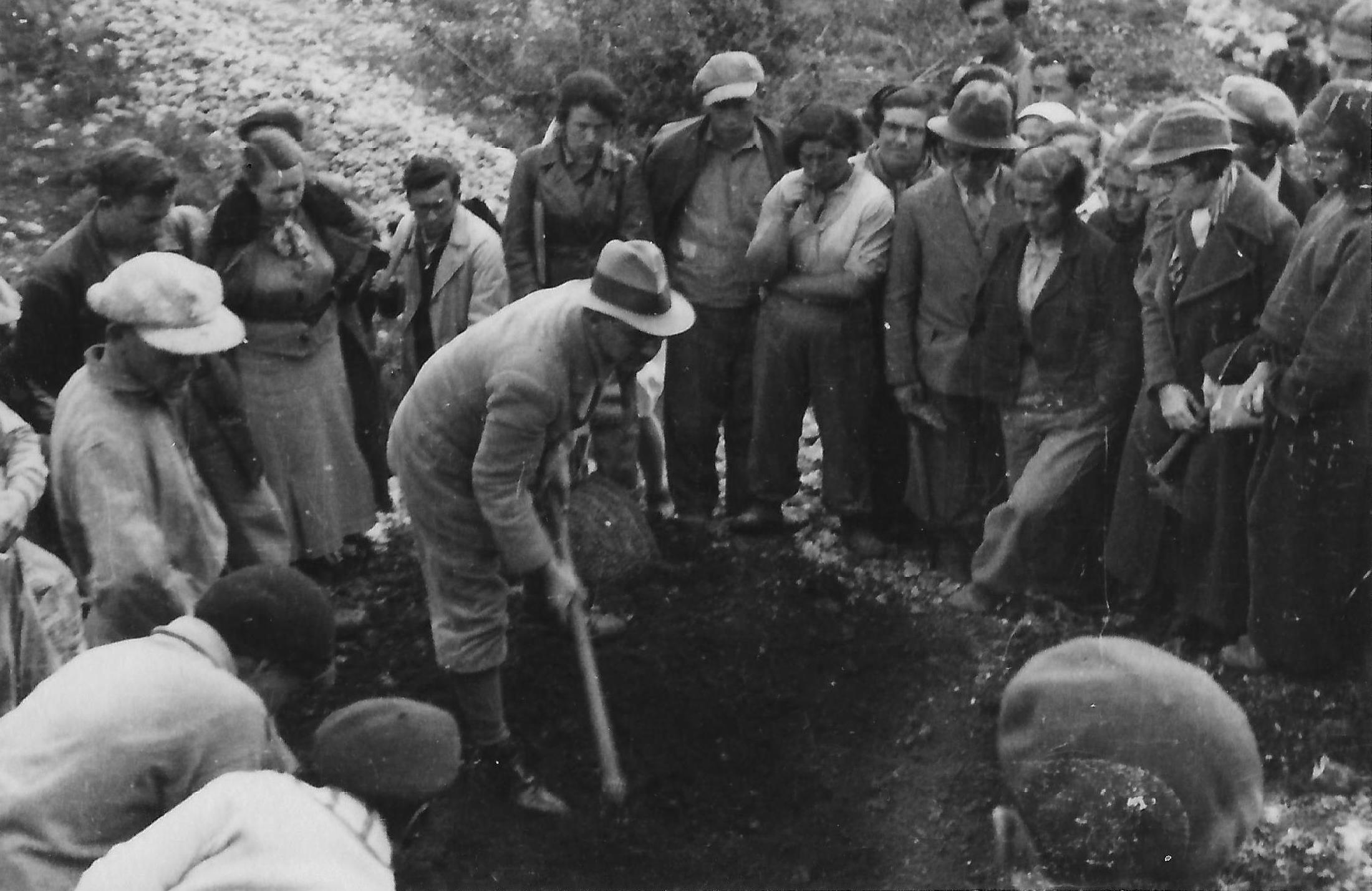
Ботанік Александр Ейґ встановлено сад — 1931

Ізраїльський Національний ботанічний сад (англ. The Botanical Garden for the Native Plants of Israel in memory of Montague Lamport, івр. הגן הבוטני לצמחי ארץ ישראל ע"ש מונטג'יו למפורט) — Ботанічний сад, розташований на Горі Скопус в Єрусалимі. Сад присвячений рослинам Ізраїлю. Ботанічний сад був відкритий в 1931 році Отто Варбургом і Александром Ейґом, що були засновниками ботанічного відділу Єврейського університету. Опісля виділення «Гори Скопус» з Ізраїлю в 1948 році вирішили створити новий ботанічний сад в Західному Єрусалимі, у Гиват Рамі. Новий Єрусалимський ботанічний сад був відкритий в 1954 році. Національний ботанічний сад Ізраїлю містить також багато єврейських похоронних печер періоду Другого Храму. В південній частині саду розташована знаменита печера єврейських поховань під назвою: Гробниця Никанора. Печера також є місцем поховання двох сіоністських активістів: Леона Пінскера і Менахема Уссішкіна.